# Paraskiewi Andreu
Paraskiewi Andreu, gr. Παρασκευή Ανδρέου  (ur. 15 stycznia 1997) – cypryjska lekkoatletka specjalizująca się w biegach sprinterskich.
Złota medalistka igrzysk małych państw Europy oraz srebrna igrzysk śródziemnomorskich w sztafecie 4 × 100 metrów (2013). W tym samym roku sięgnęła po złoty medal olimpijskiego festiwalu młodzieży Europy w biegu na 100 metrów. Mistrzyni gimnazjady (2013). Srebrna medalistka igrzysk olimpijskich młodzieży w biegu na 100 metrów (2014). Medalistka mistrzostw Cypru.

## Osiągnięcia
| Rok  | Impreza                                               | Miejsce    | Konkurencja             | Lokata     | Wynik |
| ---- | ----------------------------------------------------- | ---------- | ----------------------- | ---------- | ----- |
| 2013 | Igrzyska małych państw Europy                         | Luksemburg | bieg na 100 metrów      | –          | DSQ   |
| 2013 | Igrzyska małych państw Europy                         | Luksemburg | sztafeta 4 × 100 metrów | 1. miejsce | 46,02 |
| 2013 | Igrzyska śródziemnomorskie                            | Mersin     | sztafeta 4 × 100 metrów | 2. miejsce | 44,79 |
| 2013 | Olimpijski festiwal młodzieży Europy                  | Utrecht    | bieg na 100 metrów      | 1. miejsce | 11,76 |
| 2013 | Mistrzostwa Europy juniorów                           | Rieti      | bieg na 100 metrów      | 8. miejsce | 12,15 |
| 2014 | Kwalifikacje Europy do igrzysk olimpijskich młodzieży | Baku       | bieg na 100 metrów      | 2. miejsce | 11,80 |
| 2014 | Mistrzostwa świata juniorów                           | Eugene     | bieg na 100 metrów      | eliminacje | 11,97 |
| 2014 | Igrzyska olimpijskie młodzieży                        | Nankin     | bieg na 100 metrów      | 2. miejsce | 11,71 |
| 2015 | Mistrzostwa Europy juniorów                           | Eskilstuna | bieg na 100 metrów      | półfinał   | 12,01 |
| 2015 | Mistrzostwa Europy juniorów                           | Eskilstuna | sztafeta 4 × 100 metrów | 5. miejsce | 45,98 |
| 2019 | Halowe mistrzostwa Europy                             | Glasgow    | bieg na 60 metrów       | eliminacje | 7,48  |

## Rekordy życiowe
- Bieg na 60 metrów (hala) – 7,40 (2019)
- Bieg na 100 metrów – 11,65 (2014)

28 czerwca 2013 w Mersin cypryjska sztafeta 4 × 100 metrów w składzie Andreu, Ramona Papaioanu, Dimitra Kiriakidu, Eleni Artimata ustanowiła rekord kraju w tej konkurencji – 44,79.